# Уравнение Коши
В оптике уравнение Коши́ или уравнение пропускания Коши́ представляет собой эмпирическую зависимость, описывающую связь между показателем преломления и длиной волны света для конкретного прозрачного материала. Он назван в честь математика Огюстена-Луи Коши, который предложил его в 1836 году.

## Уравнение
Наиболее общая форма уравнения Коши:
{\displaystyle n(\lambda )=A+{\frac {B}{\lambda ^{2}}}+{\frac {C}{\lambda ^{4}}}+\cdots ,}
где n — показатель преломления, λ — длина волны, A, B, C и т. д. — коэффициенты, которые могут быть определены для материала путём подгонки уравнения к измеренным показателям преломления на известных длинах волн. Коэффициенты обычно указываются для λ как длины волны вакуума в микрометрах в соответствующей степени.
Обычно достаточно использовать двучленную форму уравнения:
{\displaystyle n(\lambda )=A+{\frac {B}{\lambda ^{2}}},}
где коэффициенты A и B определены специально для этой формы уравнения.
Таблица коэффициентов для распространённых оптических материалов приведена ниже:
| Материал                         | А      | B (мкм2) |
| Плавленый кремнезём              | 1,4580 | 0,00354  |
| Боросиликатное стекло ВК7        | 1,5046 | 0,00420  |
| Стекло твёрдый крон K5           | 1,5220 | 0,00459  |
| Стекло с бариевый крон BaK4      | 1,5690 | 0,00531  |
| Бариевое бесцветное стекло BaF10 | 1,6700 | 0,00743  |
| Плотное бесцветное стекло SF10   | 1,7280 | 0,01342  |

Теория взаимодействия света и вещества, из которой Коши вывел это уравнение, позже оказалась неверной. В частности, уравнение справедливо только для областей нормальной дисперсии в видимой области длин волн. В инфракрасном диапазоне уравнение становится неточным и не может отображать области аномальной дисперсии. Несмотря на это, его математическая простота делает его полезным в некоторых приложениях.
Уравнение Селлмейера является более поздним развитием работы Коши, которая учитывает аномально диспергирующие области и более точно моделирует показатель преломления материала в ультрафиолетовом, видимом и инфракрасном спектрах.